# Unió Atlètica d'Horta
La Unió Atlètica d'Horta és el club de futbol més representatiu del barri d'Horta de Barcelona. Juga actualment a la Lliga Elit.

## Història
El 18 d'abril de 1922 neix la Unió Atlètica d'Horta, en fusionar-se les entitats CD Autonomia i Atlètic Base-Ball Club, les quals decidiren de crear un equip de futbol potent al barri. El primer partit de la nova entitat va tenir lloc al barri d'Horta el 24 de juny del mateix any, quan la Unió Atlètica va vèncer per 3-0 l'Hospitalet, adjudicant-se la Copa Celda. A partir de l'any següent, la premsa registra diversos enfrontaments amistosos amb equips locals com el Club Deportiu Americá i el Futbol Club Universal. Encara el 1923, el Mundo Deportivo dona notícia de la inauguració del nou camp, que va tenir lloc el dia de la Festa Major d'Horta amb un partit entre la Unió Atlètica i una selecció del blasonat FC Barcelona, guanyant 2-0 l'Horta.
Durant els primers anys de vida, el club milità a les categories territorials catalanes i la primera lliga a què va participar va ser el 1923 la Segona Divisió de la Federació Catalana de Futbol. No fou fins al 1952 que ascendí per primera vegada a Tercera Divisió, categoria en la qual va romandre set temporades. Tornà a ascendir a Tercera el 1977, i d'aquesta manera començà una etapa brillant de 18 temporades a Tercera, finalitzada l'any 2000 amb el darrer descens d'aquesta categoria. La millor temporada del club fou la 1994-95, en la qual renuncià a l'ascens a Segona Divisió B per motius econòmics en benefici del CF Gavà.
Pel club han passat grans jugadors de la història del futbol català com Ramon Zabalo, Julià Arcas o Josep Vicente Train. També estigué vinculat al club Miquel Valdés, exfutbolista del Barça i propietari de la famosa administració de loteria de la Rambla, qui s'erigí en el primer mecenes i patrocinador del club.
Després de més de quinze anys a les divisions regionals del futbol català, l'equip assolí el retorn a Tercera Divisió la temporada 2016-2017.

## Palmarès

### Títols nacionals
- Primera Regional A  / Primera Preferente / Primera Catalana (Nivell 1):
  -  Campions (4): 1951-52, 1987-88, 1996-97, 2016-17
  -  Tercer (2): 1962-1963, 2012-13, 2015-16
- Primera Regional B  / Segona Catalana (Nivell 2):
  -  Campions (2): 1975-76, 2011-12
  -  Segon (2): 1945-46, 2009-10
- Primera Regional B  / Tercera Categoria - Grup A Barcelona (Nivell 3):
  -  Campions (1): 1929-30
- Copa Catalunya
  -  Finalista (1): 2017-18

### Títols estatals
- Tercera Divisió (Nivell 3):
  -  Tercer (1): 2018-19

### Títols amistosos
- Torneig d'Històrics del Futbol Català: 3
  -  Campions (3): 1994, 1996, 1997
  -  Segon (2): 1995, 2007
- Copa Celda
  -  Campions (1): 1923
- Trofeu Ciutat de Santa Coloma
  -  Campions (1): 1983[10]
  -  Segon (1): 1981

## Temporades
| Temporada | Fed | Niv | Divisió                | Posició | Copa Catalunya  |
| --------- | --- | --- | ---------------------- | ------- | --------------- |
| 1929-1930 | CAT | 3   | Tercera Categoria      | 1r      |                 |
| 1930-1931 | CAT | 2   | Segona Categoria       | 14è     |                 |
| 1931-1932 | CAT | 2   | Segona Categoria       | 7è      |                 |
| 1932-1933 | CAT | 2   | Segona Categoria       | 8è      |                 |
| 1933-1934 | CAT | 2   | Segona Categoria       | 7è      |                 |
| 1934-1935 | CAT | 2   | Segona Categoria       | 4t      |                 |
| 1935-1936 | CAT | 2   | Segona Categoria       | 5è      | 1/8 de final    |
| 1936-1937 | CAT | 2   | Segona Categoria       | 8è      |                 |
| 1937-1938 | CAT | 2   | Segona Categoria       | 7è      |                 |
| 1938-1939 |     |     |                        |         |                 |
| 1939-1940 | CAT | 2   | Segona Categoria       | 8è      |                 |
| 1940-1941 | CAT | 1   | Primera Regional A     | 8è      |                 |
| 1941-1942 | CAT | 1   | Primera Regional A     | 11è     |                 |
| 1942-1943 | CAT | 2   | Primera Regional B     | 4t      |                 |
| 1943-1944 | CAT | 1   | Primera Regional A     | 9è      |                 |
| 1944-1945 | CAT | 2   | Primera Regional B     | 5t      |                 |
| 1945-1946 | CAT | 2   | Primera Regional B     | 2n      |                 |
| 1946-1947 | CAT | 1   | Primera Regional A     | 11è     |                 |
| 1947-1948 | CAT | 1   | Primera Regional A     | 9è      |                 |
| 1948-1949 | CAT | 1   | Primera Regional A     | 17è     |                 |
| 1949-1950 | CAT | 1   | Primera Regional A     | 11è     |                 |
| 1950-1951 | CAT | 1   | Primera Regional A     | 4t      |                 |
| 1951-1952 | CAT | 1   | Primera Regional A     | 1r      |                 |
| 1952-1953 | ESP | 3   | Tercera Divisió        | 15è     |                 |
| 1953-1954 | ESP | 3   | Tercera Divisió        | 19è     |                 |
| 1954-1955 | ESP | 3   | Tercera Divisió        | 5è      |                 |
| 1955-1956 | ESP | 3   | Tercera Divisió        | 12è     |                 |
| 1956-1957 | ESP | 3   | Tercera Divisió        | 17è     |                 |
| 1957-1958 | ESP | 3   | Tercera Divisió        | 21è     |                 |
| 1958-1959 | ESP | 3   | Tercera Divisió        | 17è     |                 |
| 1959-1960 | CAT | 1   | Primera Regional       | 15è     |                 |
| 1960-1961 | CAT | 1   | Primera Regional       | 5è      |                 |
| 1961-1962 | CAT | 1   | Primera Regional       | 5è      |                 |
| 1962-1963 | CAT | 1   | Primera Regional       | 3r      |                 |
| 1963-1964 | CAT | 1   | Primera Regional       | 15è     |                 |
| 1964-1965 | CAT | 1   | Primera Regional       | 10è     |                 |
| 1965-1966 | CAT | 1   | Primera Regional       | 10è     |                 |
| 1966-1967 | CAT | 1   | Primera Regional       | 15è     |                 |
| 1967-1968 | CAT | 1   | Primera Regional       | 10è     |                 |
| 1968-1969 | CAT | 1   | Regional Preferente    | 10è     |                 |
| 1969-1970 | CAT | 1   | Regional Preferente    | 5è      |                 |
| 1970-1971 | CAT | 1   | Regional Preferente    | 19è     |                 |
| 1971-1972 | CAT | 2   | Primera Regional       | 14è     |                 |
| 1972-1973 | CAT | 2   | Primera Regional       | 4t      |                 |
| 1973-1974 | CAT | 2   | Primera Regional       | 4t      |                 |
| 1974-1975 | CAT | 2   | Primera Regional       | 6è      |                 |
| 1975-1976 | CAT | 2   | Primera Regional       | 1r      |                 |
| 1976-1977 | CAT | 1   | Regional Preferente    | 12è     |                 |
| 1977-1978 | ESP | 4   | Tercera Divisió        | 16è     |                 |
| 1978-1979 | ESP | 4   | Tercera Divisió        | 19è     |                 |
| 1979-1980 | ESP | 4   | Tercera Divisió        | 20è     |                 |
| 1980-1981 | ESP | 4   | Tercera Divisió        | 18è     |                 |
| 1981-1982 | ESP | 4   | Tercera Divisió        | 17è     |                 |
| 1982-1983 | ESP | 4   | Tercera Divisió        | 7è      |                 |
| 1983-1984 | ESP | 4   | Tercera Divisió        | 15è     |                 |
| 1984-1985 | ESP | 4   | Tercera Divisió        | 10è     |                 |
| 1985-1986 | ESP | 4   | Tercera Divisió        | 17è     |                 |
| 1986-1987 | CAT | 1   | Regional Preferente    | 10è     |                 |
| 1987-1988 | CAT | 1   | Regional Preferente    | 1r      |                 |
| 1988-1989 | ESP | 4   | Tercera Divisió        | 14è     |                 |
| 1989-1990 | ESP | 4   | Tercera Divisió        | 17è     |                 |
| 1990-1991 | ESP | 4   | Tercera Divisió        | 17è     |                 |
| 1991-1992 | ESP | 4   | Tercera Divisió        | 18è     |                 |
| 1992-1993 | CAT | 1   | Primera Catalana       | 6è      |                 |
| 1993-1994 | CAT | 1   | Primera Catalana       | 4t      |                 |
| 1994-1995 | ESP | 4   | Tercera Divisió        | 5è      |                 |
| 1995-1996 | ESP | 4   | Tercera Divisió        | 18è     |                 |
| 1996-1997 | CAT | 1   | Primera Catalana       | 1r      |                 |
| 1997-1998 | ESP | 4   | Tercera Divisió        | 7è      |                 |
| 1998-1999 | ESP | 4   | Tercera Divisió        | 8è      | 1a Eliminatòria |
| 1999-2000 | ESP | 4   | Tercera Divisió        | 19è     |                 |
| 2000-2001 | CAT | 1   | Primera Catalana       | 6è      |                 |
| 2001-2002 | CAT | 1   | Primera Catalana       | 17è     |                 |
| 2002-2003 | CAT | 1   | Primera Catalana       | 13è     |                 |
| 2003-2004 | CAT | 1   | Primera Catalana       | 8è      |                 |
| 2004-2005 | CAT | 1   | Primera Catalana       | 14è     |                 |
| 2005-2006 | CAT | 1   | Primera Catalana       | 20è     |                 |
| 2006-2007 | CAT | 2   | Preferente Territorial | 6è      |                 |
| 2007-2008 | CAT | 2   | Preferente Territorial | 10è     |                 |
| 2008-2009 | CAT | 2   | Preferente Territorial | 11è     |                 |
| 2009-2010 | CAT | 2   | Preferente Territorial | 2n      |                 |
| 2010-2011 | CAT | 2   | Preferente Territorial | 7è      |                 |
| 2011-2012 | CAT | 2   | Segona Catalana        | 1r      |                 |
| 2012-2013 | CAT | 1   | Primera Catalana       | 3r      |                 |
| 2013-2014 | CAT | 1   | Primera Catalana       | 5è      |                 |
| 2014-2015 | CAT | 1   | Primera Catalana       | 11è     |                 |
| 2015-2016 | CAT | 1   | Primera Catalana       | 3r      |                 |
| 2016-2017 | CAT | 1   | Primera Catalana       | 1r      |                 |
| 2017-2018 | ESP | 4   | Tercera Divisió        | 11è     | Finalista       |
| 2018-2019 | ESP | 4   | Tercera Divisió        | 3r      | 3a Eliminatòria |
| 2019-2020 | ESP | 4   | Tercera Divisió        | 12è     |                 |
| 2020-2021 | ESP | 4   | Tercera Divisió        | 10è     |                 |
| 2021-2022 | CAT | 1   | Primera Catalana       | 9è      |                 |
| 2022-2023 | CAT | 1   | Primera Catalana       | 6è      |                 |
| 2023-2024 | CAT | 1   | Lliga Elit             | 4t      |                 |